# Richard Harper
Pour les articles homonymes, voir Harper.
Richard Harper, né le 17 avril 1928 à Portland dans l'Oregon,  et mort le 29 janvier 2012, est un écrivain américain, auteur de roman policier.

## Biographie
Il commence l'écriture avec des nouvelles dans les pulps spécialisés dans le western. Puis il écrit un roman d'aventures maritimes et une œuvre historique consacrée à la révolution américaine. Il débute dans la littérature policière en 1980 avec Les Maîtres du bal (Death to the Dancing Masters), récit inspiré de faits divers. En 1983, il publie The Kill Factor qui est finaliste pour le prix Edgar-Allan-Poe .
En 1986, il commence avec Traque à la Mexicaine (Death Raid) une série consacrée à Tom Ragnon, policier tenace de l'Arizona, « une série solide et prenante » selon Claude Mesplède.

## Œuvre

### Romans

#### SérieTom Ragnon
- Death Raid, 1986
  - Traque à la Mexicaine, Série noire no 2102, 1987
- Kinderkill, 1989
  - La Chasse aux marmots, Série noire no 2221, 1990

#### Autres romans
- Death to the Dancing Masters, 1980
  - Les Maîtres du bal, Série noire no 1834, 1981
- The Kill Factor, 1983

### Nouvelles
- The Storm (1956)
- The Murderer (1956)
- The Pugilist (1956)
- The Stranger’s Rifle (1956)
- Awake to Evil (1957)
- Wherever the Outlaw Led (1957)
- Drift Fever (1957)
- Hunt the Man Down (1958), signée Richard J. Harper
- Nobody Gets Hurt (1958)
- The Samaritan (1963)

## Sources
- Claude Mesplède, Dictionnaire des littératures policières, vol. 1 : A - I, Nantes, Joseph K, coll. « Temps noir », 2007, 1054 p. (ISBN 978-2-910-68644-4, OCLC 315873251), p. 931.
- Claude Mesplède, Les Années Série noire vol.5 (1982-1995), Encrage « Travaux » no 36, 2000
- Claude Mesplède et Jean-Jacques Schleret, SN, voyage au bout de la Noire : inventaire de 732 auteurs et de leurs œuvres publiés en séries Noire et Blème : suivi d'une filmographie complète, Paris, Futuropolis, 1982, 476 p. (OCLC 11972030), p. 180.